# Back to Mono (1958–1969)
A Back to Mono (1958–1969) egy négy lemezes díszdobozos válogatásalbum  Phil Spector producer 1960-as években megjelent műveiből.

## Számok

### CD 1
| Szám | Katalógus      | Dátum     | Helyezés | Cím                                    | Író                                           | Előadó                       | Hossz |
| ---- | -------------- | --------- | -------- | -------------------------------------- | --------------------------------------------- | ---------------------------- | ----- |
| 1.   | Dore 503       | 12/58     | #1       | To Know Him Is To Love Him             | Phil Spector                                  | The Teddy Bears              | 2:23  |
| 2.   | Dunes 2002     | 1/61      | #9       | Corrina, Corrina                       | Mitchell Parish, Bo Chatman, J. Mayo Williams | Ray Peterson                 | 2:40  |
| 3.   | Atco 6185      | /61       | #10      | Spanish Harlem                         | Jerry Leiber és Phil Spector                  | Ben E. King                  | 2:51  |
| 4.   | Dunes 2007     | 8/61      | #7       | Pretty Little Angel Eyes               | Tommy Boyce és Curtis Lee                     | Curtis Lee                   | 2:45  |
| 5.   | Musicor 1011   | 9/61      | #42      | Every Breath I Take                    | Gerry Goffin és Carole King                   | Gene Pitney                  | 2:43  |
| 6.   | Gregmark 6     | 10/61     | #5       | I Love How You Love Me                 | Barry Mann és Larry Kolber                    | The Paris Sisters            | 2:06  |
| 7.   | Dunes 2008     | 11/ 61    | #46      | Under The Moon Of Love                 | Tommy Boyce és Curtis Lee                     | Curtis Lee                   | 2:50  |
| 8.   | Philles 100    | 1/62      | #20      | There's No Other Like My Baby          | Phil Spector és Leroy Bates                   | The Crystals                 | 2:31  |
| 9.   | Philles 102    | 5/62      | #13      | Uptown                                 | Cynthia Weil és Barry Mann                    | The Crystals                 | 2:19  |
| 10.  | Philles 105    | withdrawn |          | He Hit Me (It Felt Like A Kiss)        | Gerry Goffin és Carole King                   | The Crystals                 | 2:32  |
| 11.  | Philles 106    | 8/62      | #1       | He's A Rebel                           | Gene Pitney                                   | The Crystals                 | 2:25  |
| 12.  | Philles 107    | 1/63      | #8       | Zip-a-Dee-Doo-Dah                      | Ray Gilbert és Allie Wrubel                   | Bob B. Soxx & the Blue Jeans | 2:49  |
| 13.  | Philles 108    | 2/63      | #43      | Puddin' N' Tain                        | Gary Pipkin, Alonzo Willis, Brice Coefield    | The Alley Cats               | 2:48  |
| 14.  | Philles 109    | 2/63      | #11      | He's Sure The Boy I Love               | Barry Mann és Cynthia Weil                    | The Crystals                 | 2:44  |
| 15.  | Philles 110    | 3/63      | #38      | Why Do Lovers Break Each Others Hearts | Ellie Greenwich, Tony Powers, Phil Spector    | Bob B. Soxx & the Blue Jeans | 2:48  |
| 16.  | Philles 111    | 5/63      | #39      | (Today I Met) The Boy I'm Gonna Marry  | Greenwich, Powers, Spector                    | Darlene Love                 | 2:48  |
| 17.  | Philles 112    | 6/63      | #3       | Da Doo Ron Ron                         | Ellie Greenwich, Jeff Barry, Phil Spector     | The Crystals                 | 2:17  |
| 18.  | nincs          |           |          | Heartbreaker                           | Greenwich, Barry, Spector                     | The Crystals                 | 2:34  |
| 19.  | Phil Spector 2 |           |          | Why Don't They Let Us Fall In Love     | Greenwich, Barry, Spector                     | Veronica                     | 2:39  |
| 20.  | nincs          |           |          | Chapel of Love                         | Greenwich, Barry, Spector                     | Darlene Love                 | 2:24  |
| 21.  | Philles 113    | 7/63      | #63      | Not Too Young To Get Married           | Greenwich, Barry, Spector                     | Bob B. Soxx & the Blue Jeans | 2:27  |
| 22.  | Philles 114    | 9/63      | #26      | Wait Til My Bobby Gets Home            | Greenwich, Barry, Spector                     | Darlene Love                 | 2:23  |
| 23.  | Philles 122    | 8/64      | #98      | All Grown Up                           | Greenwich, Barry, Spector                     | The Crystals                 | 2:49  |

### CD 2
| Szám | Katalógus       | Dátum | Helyezés | Cím                          | Író                                      | Előadó        | Hossz |
| ---- | --------------- | ----- | -------- | ---------------------------- | ---------------------------------------- | ------------- | ----- |
| 1.   | Philles 116     | 10/63 | #2       | Be My Baby                   | Greenwich, Barry, Spector                | The Ronettes  | 2:40  |
| 2.   | Philles 115     | 9/63  | #6       | Then He Kissed Me            | Greenwich, Barry, Spector                | The Crystals  | 2:37  |
| 3.   | Philles 117     | 11/63 | #53      | A Fine Fine Boy              | Greenwich, Barry, Spector                | Darlene Love  | 2:46  |
| 4.   | Philles 118     | 2/64  | #24      | Baby, I Love You             | Greenwich, Barry, Spector                | The Ronettes  | 2:50  |
| 5.   | Philles LP 4006 | /64   | #96      | I Wonder                     | Greenwich, Barry, Spector                | The Ronettes  | 2:51  |
| 6.   | nincs           |       |          | Girls Can Tell               | Greenwich, Barry, Spector                | The Crystals  | 2:36  |
| 7.   | Philles 119x    | 2/64  | #92      | Little Boy                   | Greenwich, Barry, Spector                | The Crystals  | 2:59  |
| 8.   | Shirley 500     |       |          | Hold Me Tight                | John Lennon és Paul McCartney            | The Treasures | 2:53  |
| 9.   | Philles 120     | 5/64  | #39      | The Best Part of Breakin' Up | Vini Poncia, Pete Andreoli, Phil Spector | The Ronettes  | 3:02  |
| 10.  | nincs           |       |          | Soldier Baby Of Mine         | Poncia, Andreoli, Spector                | The Ronettes  | 2:52  |
| 11.  | Philles 131     |       |          | Strange Love                 | Poncia, Andreoli, Spector                | Darlene Love  | 3:00  |
| 12.  | Philles 123     | /64   |          | Stumble és Fall              | Poncia, Andreoli, Spector                | Darlene Love  | 2:22  |
| 13.  | Philles 133b    | /66   |          | When I Saw You               | Spector                                  | The Ronettes  | 2:43  |
| 14.  | Phil Spector 1  |       |          | So Young                     | William Tyus                             | Veronica      | 2:36  |
| 15.  | Philles 121     | 8/64  | #34      | Do I Love You?               | Poncia, Andreoli, Spector                | The Ronettes  | 2:50  |
| 16.  | nincs           |       |          | Keep On Dancing              | Greenwich, Barry, Spector                | The Ronettes  | 2:32  |
| 17.  | Philles LP 4006 | /64   | #96      | You, Baby                    | Cynthia Weil, Barry Mann, Phil Spector   | The Ronettes  | 2:56  |
| 18.  | nincs           |       |          | Woman in Love (With You)     | Weil, Mann, Spector                      | The Ronettes  | 2:56  |
| 19.  | Philles 123     | 12/64 | #23      | Walking in the Rain          | Weil, Mann, Spector                      | The Ronettes  | 3:16  |

### CD 3
| Szám | Katalógus       | Dátum | Helyezés | Cím                                              | Író                                              | Előadó                          | Hossz |
| ---- | --------------- | ----- | -------- | ------------------------------------------------ | ------------------------------------------------ | ------------------------------- | ----- |
| 1.   | Philles 124     | 12/64 | #1       | You've Lost That Lovin' Feelin'                  | Weil, Mann, Spector                              | The Righteous Brothers          | 3:46  |
| 2.   | Philles 126     | 3/65  | #52      | Born to Be Together                              | Weil, Mann, Spector                              | The Ronettes                    | 2:57  |
| 3.   | Philles 127     | 5/65  | #9       | Just Once in My Life                             | Goffin, King, Spector                            | The Righteous Brothers          | 3:56  |
| 4.   | Philles 129     | 7/65  | #4       | Unchained Melody                                 | Hy Zaret és Alex North                           | The Righteous Brothers          | 3:37  |
| 5.   | Philles 128     | 6/65  | #75      | Is This What I Get for Loving You?               | Goffin, King, Spector                            | The Ronettes                    | 3:21  |
| 6.   | nincs           |       |          | Long Way to Be Happy                             | Gerry Goffin és Carole King                      | Darlene Love                    | 2:48  |
| 7.   | Philles 130b    | 1/66  |          | (I Love You) For Sentimental Reasons             | Deek Watson és William Best                      | The Righteous Brothers          | 2:47  |
| 8.   | Philles 130     | 1/66  | #5       | Ebb Tide                                         | Carl Sigman és Robert Maxwell                    | The Righteous Brothers          | 2:48  |
| 9.   | nincs           |       |          | This Could Be the Night                          | Harry Nilsson és Phil Spector                    | The Modern Folk Quartet         | 2:39  |
| 10.  | nincs           |       |          | Paradise                                         | Perry Botkin Jr., Gil Garfield, Nilsson, Spector | The Ronettes                    | 3:37  |
| 11.  | Philles 131     | 6/66  | #88      | River Deep - Mountain High                       | Greenwich, Barry, Spector                        | Ike és Tina Turner              | 3:35  |
| 12.  | Philles 135     |       |          | I'll Never Need More Than This                   | Greenwich, Barry, Spector                        | Ike és Tina Turner              | 3:27  |
| 13.  | Philles 136     |       |          | A Love Like Yours (Don't Come Knockin' Everyday) | Eddie Holland, Lamont Dozier, Brian Holland      | Ike és Tina Turner              | 2:57  |
| 14.  | Philles LP 4011 | 9/66  | #102     | Save the Last Dance for Me                       | Doc Pomus és Mort Shuman                         | Ike és Tina Turner              | 2:47  |
| 15.  | nincs           |       |          | I Wish I Never Saw the Sunshine                  | Greenwich, Barry, Spector                        | The Ronettes                    | 3:49  |
| 16.  | A&M 1040        |       |          | You Came, You Saw, You Conquered                 | Toni Wine, Irwin Levine, Spector                 | The Ronettes                    | 2:49  |
| 17.  | A&M 1053        | 7/69  | #13      | Black Pearl                                      | Wine, Levine, Spector                            | Sonny Charles és The Checkmates | 3:19  |
| 18.  | A&M 1039        | 5/69  | #65      | Love Is All I Have to Give                       | Bobby Stephens és Phil Spector                   | The Checkmates                  | 4:09  |

### CD 4: A Christmas Gift for You
| Szám | Cím                               | Író                                         | Előadó                       | Hossz |
| ---- | --------------------------------- | ------------------------------------------- | ---------------------------- | ----- |
| 1.   | White Christmas                   | Irving Berlin                               | Darlene Love                 | 2:52  |
| 2.   | Frosty the Snowman                | Steve Nelson és Walter Rollins              | The Ronettes                 | 2:16  |
| 3.   | The Bells of St. Mary             | A. Emmett Adams és Douglas Furber           | Bob B. Soxx & the Blue Jeans | 2:54  |
| 4.   | Santa Claus Is Coming to Town     | J. Fred Coots és Haven Gillespie            | The Crystals                 | 3:24  |
| 5.   | Sleigh Ride                       | Leroy Anderson és Mitchell Parish           | The Ronettes                 | 3:00  |
| 6.   | Marshmallow World                 | Carl Sigman és Peter DeRose                 | Darlene Love                 | 2:23  |
| 7.   | I Saw Mommy Kissing Santa Claus   | Tommy Connors                               | The Ronettes                 | 2:37  |
| 8.   | Rudolph the Red-Nosed Reindeer    | Johnny Marks                                | The Crystals                 | 2:30  |
| 9.   | Winter Wonderland                 | Felix Bernard és Dick Smith                 | Darlene Love                 | 2:25  |
| 10.  | Parade of the Wooden Soldiers     | Leon Jessel                                 | The Crystals                 | 2:55  |
| 11.  | Christmas (Baby Please Come Home) | Ellie Greenwich, Jeff Barry és Phil Spector | Darlene Love                 | 2:45  |
| 12.  | Here Comes Santa Claus            | Gene Autry és Oakley Haldeman               | Bob B. Soxx & the Blue Jeans | 2:03  |
| 13.  | Silent Night                      | Josef Mohr és Franz X. Gruber               | Phil Spector és Artists      | 2:08  |